# Torture pendant la guerre d'Indochine
La torture était pratiquée en Indochine avant la guerre d'indépendance. Elle a indubitablement été utilisée par l'Armée et les services de sécurité pendant la guerre d'Indochine, même si son étendue reste à déterminer. Alors que cette pratique fut dénoncée pendant cette guerre, et par ailleurs évaluée comme inefficace, l'expérience indochinoise fut ensuite théorisée et appliquée pendant la guerre d'Algérie, puis la guerre du Viêt Nam.

## Pratiques antérieures en Indochine
Si l'Armée française pratiqua des actes de torture pendant la guerre d'Indochine, ce n'était pas une pratique nouvelle en Indochine.
La Sûreté générale indochinoise, appareil répressif colonial créé en 1917, faisait un usage courant de la torture : la gégène était en usage dans les années 1930 ainsi que d'autres méthodes de torture telles le « retournement du gésier de poulet ». Marcel Bazin, chef de la Sûreté pour le sud de l'Indochine, était connu pour ses méthodes très dures à l'encontre des prisonniers politiques indochinois. Après sa libération d'un camp de prisonnier japonais (où il fut lui-même torturé) à la fin de la Seconde Guerre mondiale, Marcel Bazin reprend ses méthodes radicales contre les indépendantistes.
En 1933, la revue Esprit publia les notes d'Andrée Viollis sur l'usage officiel de la torture contre les Indochinois s'étant révoltés contre la France en 1930-1931. Andrée Viollis continua à dénoncer la torture dans son livre « Indochine S.O.S ».
En fait, les techniques des tortionnaires ont « naturellement » prospéré sur le terreau de plus d'un siècle de colonisation.
À la suite de son coup de force du 9 mars 1945 en Indochine (et jusqu'à sa capitulation en août 1945), l'armée japonaise, et en particulier sa police militaire secrète (la Kenpeitai), a souvent eu recours à la torture, et en particulier à la torture par l'eau. Les prisonniers militaires français étaient victimes de torture. Les personnes suspectées de faire partie de la résistance armée étaient emprisonnées dans des cages de bambou, torturées, et interrogées avec cruauté.

## Utilisation pendant la guerre d'Indochine
L'Armée française utilisa la torture durant la reconquête du sud de l'Indochine, en particulier à la mi-1946, comme le montrent les ordres du Général Jean Étienne Valluy pour arrêter ces pratiques.
Le Général Raoul Salan, commandant en chef en Indochine de janvier 1952 à mai 1953, y développe une théorie de lutte contre-insurrectionnelle qui inclut l'usage de la torture. Il y crée des dispositifs opérationnels de protection qui sont des équipes mixtes (militaires, gendarmes, policiers) de recherche du renseignement par la torture.
Le sergent de la Légion Henryk Szarek a révélé dans un livre paru en 1988, l’utilisation pendant la guerre d’Indochine de la crevette Bigeard comme technique de disparition (qui sera perfectionnée pendant la guerre d’Algérie). Il raconte ainsi qu'un soir de 1951, il voit une Jeep s’arrêter, malgré l’interdiction, au milieu du pont Doumer, à l'entrée d'Hanoi, et découvre le lendemain que des cadavres lestés ont été jetés dans le fleuve Rouge.
La torture fut aussi pratiquée par le Việt Minh. Dans le camp de rééducation de prisonniers 113, un commissaire politique français, déserteur de l'armée française, condamné à mort par contumace, Georges Boudarel, s'est rendu coupable de tortures contre des soldats de l'armée française.

## Une pratique dénoncée
Alors que l'ensemble des partis communistes européens relaie la campagne contre la guerre en Indochine, le Parti communiste français redouble d'efforts de propagande contre la « sale guerre » menée par la France en Indochine, en dénonçant, en particulier, les exactions — tortures, représailles massives... — commises par les troupes françaises.
Le 22 mars 1947, le jeune résistant René L'Hermitte, envoyé à Saïgon par L'Humanité, cite un officier dénonçant des tortures contre des prisonniers Viet-minh. Quelques semaines après le PCF quitte le gouvernement.
Face à ce type d'accusations, le gouvernement fait valoir que les « bavures » commises par les militaires sont sanctionnées : pour la seule année 1948, 41 soldats français sont poursuivis pour homicide en Indochine. À l'automne 1950, cinq soldats sont condamnés à mort.
En juillet 1949, le journal Témoignage chrétien publie le récit du journaliste Jacques Chegaray sur l'utilisation de la torture par l'Armée.  Jacques Chegaray est frappé que la torture « est admise, reconnue, et que nul ne s’en formalise », même parmi les officiers. À sa suite, l'universitaire Paul Mus écrit une série d'essais condamnant la torture (dont le premier est intitulé « Non, pas ça ! »). En réaction, la Droite et les cercles militaires indochinois, dont le Général Roger Blaizot, condamnèrent ces articles. Toutefois, le ministre de la Défense Paul Ramadier rédigea des ordres secrets à destination des autorités en Indochine interdisant l'usage de la torture. En septembre 1949, Léon Pignon, alors Haut-commissaire de France en Indochine, écrivit que la torture était contraire à tout ce que les Français essayaient de faire en Indochine au nom d' « une valeur essentiellement humaine et de civilisation », et devait donc être stoppée. En fait, l'article de Jacques Chegaray coïncida avec des enquêtes internes menées par le Service de sécurité « Air » à la mi-1949 à Hanoï pour utilisation de la torture et exécutions sommaires en au moins deux occasions séparées.
Le 18 septembre 1949, sur fond de vif débat dans l'opinion en métropole sur les « atrocités françaises »,, le quotidien breton Ouest-Matin, fondé dix mois plus tôt par des chrétiens de gauche, publie à son tour une lettre, celle d'Alexandre Lepan, ancien soldat à la 9e division d'infanterie coloniale, accusant les troupes françaises d'atrocités. Le directeur de Ouest-Matin est condamné à six mois de prison avec sursis et 400 000 francs d'amende pour diffamation envers l'armée française. 
Le résistant et écrivain Jules Roy participe à la guerre d'Indochine comme officier de communication. En juin 1953, jugeant que l'armée française se déshonore par ses méthodes dans cette guerre,, il la quitte en démissionnant avec le grade de colonel.
Il conserva un profond dégoût de l'utilisation de la torture par l'Armée,. Il déclara en particulier que « Ce n'était vraiment pas la peine d'avoir fait une guerre contre les nazis pour devenir à notre tour les nazis de l'Indochine. »

## Une pratique contre-productive
Dans une étude interne sur les renseignement tirés de la campagne d’Indochine en matière de « renseignements », le Service de documentation extérieure et de contre-espionnage pour l'Indochine du Nord conclut en 1955 que lors d'interrogatoires de prisonniers Viet Minh pendant la guerre d'Indochine, l'utilisation de la torture n'améliora en aucune façon la qualité des renseignements collectés (« les mauvais traitements n’améliorent nullement le rendement des interrogatoires »). Ce fut plutôt l'inverse.

## Une pratique qui fait école

### Pendant la guerre d'Algérie
Selon l'historienne Raphaëlle Branche : 
« La pratique de la torture pendant la guerre en Algérie a au moins deux origines : le terreau colonial propre à l'Algérie (la torture y était utilisée par la police dans le cadre du maintien de l'ordre colonial et en dehors des cas d'affrontements armés) et un terreau plus spécifiquement militaire avec le poids de l'armée coloniale et de l'expérience indochinoise en particulier qui conduisit l'État-Major à interpréter la guerre selon des grilles issues du conflit précédent. »
Après avoir exercé en Indochine (où il théorisa l'usage de la torture), le Général Raoul Salan applique sa théorie durant la guerre d'Algérie. En 1957, il recrée des dispositifs opérationnels de protection (équipes mixtes de militaires, gendarmes et policiers) de recherche du renseignement par la torture),,. En 1958, avec Charles Lacheroy, il crée aussi en Algérie des Centres d'instruction à la pacification et à la contre-guérilla. Celui de Philippeville (dit Jeanne-d'Arc) est placé sous la direction du Général Marcel Bigeard. Les instructeurs y étaient pour la plupart eux aussi des vétérans de la guerre d’Indochine. 
Dans Les Crimes de l'armée française, l'historien Pierre Vidal-Naquet reproduit un article publié le 18 décembre 1958 dans Témoignage chrétien, où le journaliste Robert Barrat rapporte le témoignage d'un officier, ancien stagiaire du centre :
«  Comment n'y aurait-pas complicité de l'ensemble de la hiérarchie quand, dans une école comme celle de Jeanne-d'Arc, on nous expliquait, pendant le cours sur le renseignement, qu'il y avait une torture humaine. (…) Le capitaine L. nous a donné cinq points que j'ai là, de façon précise, avec les objections et les réponses: 1) il faut que la torture soit propre; 2) qu'elle ne se fasse pas en présence de jeunes; 3) qu'elle ne se fasse pas en présence de sadiques; 4) qu'elle soit faite par un officier ou par quelqu'un de responsable; 5) surtout qu'elle soit « humaine », c'est-à-dire qu'elle cesse dès que le type a parlé et qu'elle ne laisse pas de trace. Moyennant quoi - conclusion - vous aviez droit à l'eau et à l'électricité. »
C'est dans un brouillon établi par le capitaine Raymond Chabanne (futur général), qui travaillait au Centre sous les ordres de Bigeard, qu'apparaît le mot « torture », ainsi que celui de « génératrice » ; mot qui, lorsque le programme d'enseignement est tapé à la machine, est remplacé par « L'action policière : nouvelles méthodes menées pendant les mois précédents ».

### Des États-Unis au Vietnam
Pendant la guerre d'Indochine, le Général Paul Aussaresses avait alors été affecté comme lieutenant au 1er régiment de parachutistes coloniaux, où il servit sous les ordres du lieutenant-colonel de Bollardière, futur militant contre la torture,.
Le Général Paul Aussaresses reconnut avoir eu recours à la torture durant la guerre d'Algérie,. Il enseigna ensuite aux États-Unis où il théorisa l'usage de la torture. Son enseignement à l'École de guerre contre-insurrectionnelle et psychologique (en) (quartier général des forces spéciales américaines, Fort Bragg, Caroline du Nord) eut un impact considérable sur les forces spéciales qui sont ensuite parties au Viêt Nam — et ont donc ré-importé la torture dans la péninsule indochinoise, en particulier dans le cadre du programme Phoenix. 
Selon un entretien du colonel américain Carl Bernard avec la journaliste Marie-Monique Robin, Paul Aussaresses, qui était alors à Fort Bragg, lui a montré un brouillon du livre, non encore publié, La guerre moderne du colonel Roger Trinquier. Aussaresses et Bernard ont envoyé un résumé du livre à Robert Komer (en), un agent de la CIA qui devient l'un des conseillers du président Lyndon Johnson pour la guerre du Viêt-nam. Selon C. Bernard, c'est « à partir de ce texte que Komer a conçu le programme Phoenix, qui est en fait une copie de la bataille d'Alger appliquée à tout le Sud Viêt-Nam. […] Pour cela, on retournait des prisonniers, puis on les mettait dans des commandos, dirigés par des agents de la CIA ou par des bérets verts, qui agissaient exactement comme l'escadron de la mort de Paul Aussaresses. ».

### Culture
Les actions répressives de cette institution sont notamment mentionnées dans le film Indochine de Régis Wargnier, le chef de la Sureté générale y est joué par Jean Yanne.